# Bodianus vulpinus
Bodianus vulpinus är en fiskart som först beskrevs av Richardson, 1850.  Bodianus vulpinus ingår i släktet Bodianus och familjen läppfiskar. IUCN kategoriserar arten globalt som livskraftig. Inga underarter finns listade.